# 亜里沙
亜里沙（ありさ、1989年3月2日 - ）は、日本の元グラビアアイドル、元女優である。元所属事務所はサンズエンタテインメント。福岡県出身。

## 略歴
2011年3月に青山学院大学文学部英米文学科を卒業後、IT企業に就職する。なお、大学卒業に際し、学士（文学）の学位を取得している。その後、半年間の営業職を経て、渋谷のカフェでサンズエンタテインメントの野田義治会長によってスカウトされたことをきっかけに、OLからグラビアアイドルへと転身し、2012年にデビューを果たした。同年、写真集『ALiSA』とDVD『ミルキー・グラマー』
を発表する。
2015年3月26日、ブログで「仕事の在り方や自分自身について深く考えるようになり、好きだった英語をもう一度学びたいという気持ちが強くなった」と芸能活動休止を発表、事実上の芸能界引退となった。

## 人物
特技はダンス、クラシックバレエ。趣味は旅行。

## 作品

### 写真集
- ALiSA（2012年4月、リイド社、撮影：上野勇）ISBN 9784845839605

### DVD
1. ミルキー・グラマー（2012年8月31日、竹書房）
2. 愛を込めて（2012年12月21日、竹書房）
3. ワタシニ☆アルモノ（2013年5月24日、イーネット・フロンティア）
4. 恥ずかしすぎて（2013年8月30日、竹書房）
5. ふわトロ（2013年11月29日、エスデジタル）
6. ヒミツのアリサ（2014年2月20日、ラインコミュニケーションズ）
7. 抱きしめたい（2014年5月23日、竹書房）※ラストDVD

## 出演

### レギュラー
- 亜里沙と一部お見苦しい点が御座います（2013年3月 - 、ニコジョッキー） ※隔週金曜
- もしドヤ（2012年 - 2013年、ニコジョッキー）

### 舞台
- かたつむり（2012年）
- 舞台『K』（2014年8月6日 - 10日、六本木ブルーシアター） - ネコ 役

### ラジオ
- まだまだゴチャ・まぜっ!〜集まれヤンヤン〜（2012年4月21日 - 2013年4月13日、MBSラジオ）
- 劇団ひとりのGEKIDAN SAMBA CARNIVAL（2012年10月 - 2013年3月、FM富士）

### バラエティ
- 志村劇場（2012年、フジテレビ）[12]
- タカトシ・温水が行く老舗にドラマのある街 西巣鴨（2013年1月19日、フジテレビ）
- たかじんのそこまで言って委員会（2013年4月14日、読売テレビ）
- サンデージャポン（2013年6月23日、TBS）
- 秘密のケンミンSHOW（2013年、読売テレビ）
- よしもとミッドナイトコメディ 3年2組ポンコツの唄（2013年 - 2014年、読売テレビ）
- ドラGO!「群馬秘湯巡りドライブ」（2014年5月11日、テレビ東京）

### テレビドラマ
- 大東京トイボックス（2014年1月 - 3月、テレビ東京） - エヴァンゼリン 役
- ホワイト・ラボ〜警視庁特別科学捜査班〜 第8話（2014年6月2日、TBS） - ウェイトレス・好子 役

### CM
- HEIWA（2012年）
- グリコ乳業「Dororich（ドロリッチ）」（2013年4月 - ） - ドロリッチガールズとして出演
- 大塚製薬「UL・OS」（2013年）

### インターネットラジオ
- 亜里沙のオールナイトニッポンモバイル（2012年、オールナイトニッポンモバイル）